# 維蒂納
維蒂納（羅馬化：Vitina）是科索沃格尼拉內區维蒂纳市镇内的城镇及行政中心。2011年人口普查时城镇人口数量为4,924人，而整个市镇的人口数量则为46,987人。

## 外部連結
- 维蒂纳市镇官方网站 （页面存档备份，存于）